# Ollerton, Nottinghamshire
Ollerton är en stad i civil parish Ollerton and Boughton, i distriktet Newark and Sherwood, i grevskapet Nottinghamshire i England. Staden är belägen 14 km från Mansfield. Ollerton var en civil parish 1866–1996 när blev den en del av Ollerton & Boughton. Civil parish hade 5 529 invånare år 1961. Staden nämndes i Domedagsboken (Domesday Book) år 1086, och kallades då Alretun.